# Excoecaria parvifolia
Excoecaria parvifolia är en törelväxtart som beskrevs av Johannes Müller Argoviensis. Excoecaria parvifolia ingår i släktet Excoecaria och familjen törelväxter. Inga underarter finns listade i Catalogue of Life.